# D'Iberville
D'Iberville è una città (city) degli Stati Uniti d'America, situata nella contea di Harrison, nello Stato del Mississippi.